# Pseudolais
Pseudolais is een geslacht van straalvinnige vissen uit de familie van de reuzenmeervallen (Pangasiidae).

## Soorten
- Pseudolais micronemus (Bleeker, 1846)
- Pseudolais pleurotaenia (Sauvage, 1878)